# جبل لا بيرا
جبل لا بيرا (بالإنجليزية: La Berra)‏ هو أحد جبال سلسلة جبال الألب البرنية ويقع في كانتون فريبورغ في سويسرا. يحتل المرتبة رقم 403 في قائمة جبال سويسرا من حيث الارتفاع، إذ يبلغ ارتفاعه حوالي 1719 متر، بينما يبلغ ارتفاع نتوء الجبل 308 متر.